# Protallagma hoffmanni
Protallagma hoffmanni là loài chuồn chuồn trong họ Coenagrionidae. Loài này được Hunger & Schiel mô tả khoa học đầu tiên năm 2012.